# Adrianus van Everdingen

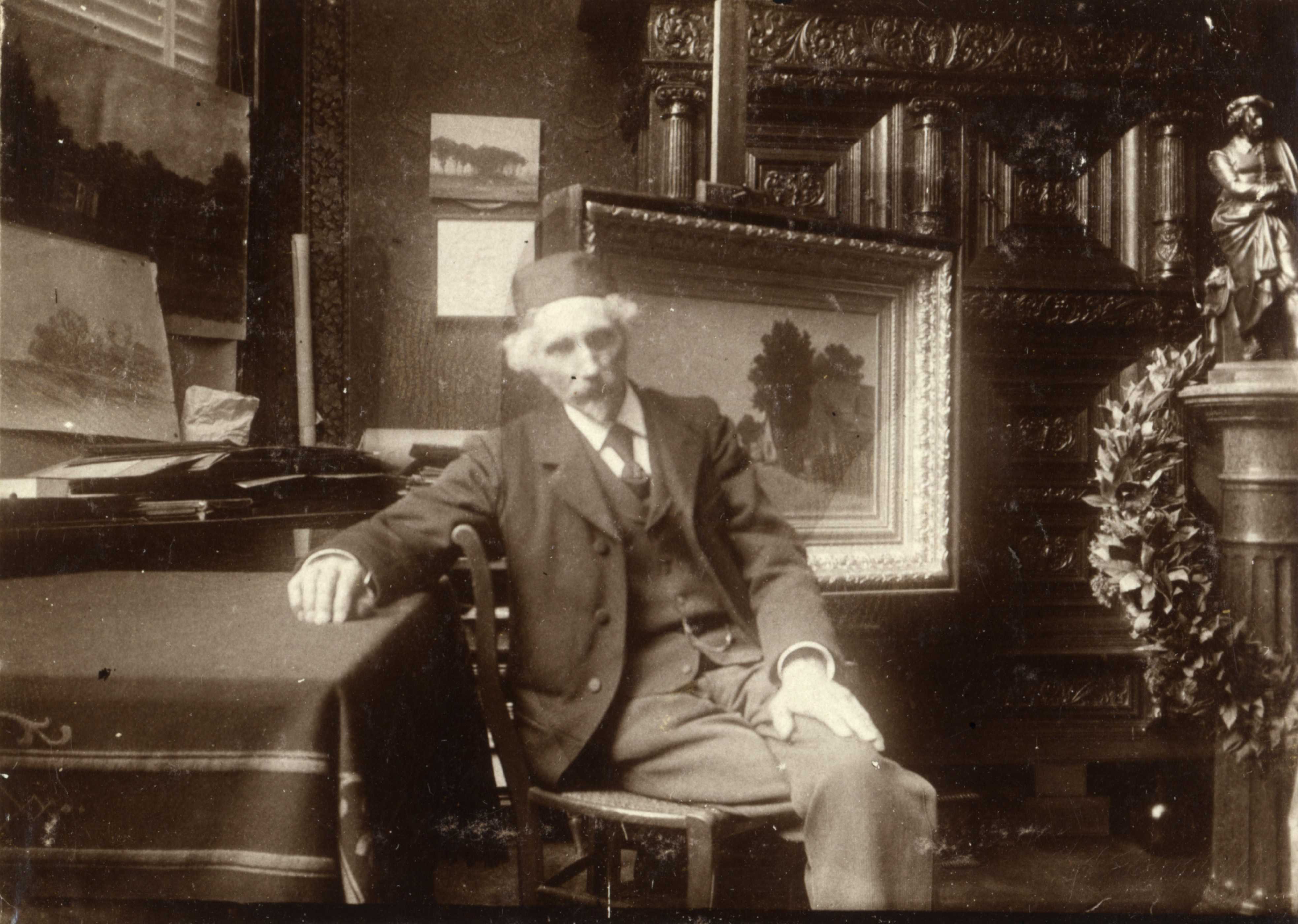
Portret van Adrianus van Everdingen. Kniestuk van voren, zittend in zijn atelier (vermoedelijk Lange Nieuwstraat 24) op zijn 70ste verjaardag (1902).

Adrianus van Everdingen (Utrecht, 22 juni 1832 - aldaar, 4 september 1912) was een Nederlandse landschapsschilder, etser, lithograaf en aquarellist. Hij was een leerling van Johannes Warnardus Bilders te Oosterbeek en werd daarnaast geïnspireerd door Willem Roelofs. Bovendien was hij leermeester van Etha Fles en beïnvloedde hij Johan Jakob Dorner. 
Hij was lid van de Amsterdamse vereniging van beeldende kunstenaars en kunstliefhebbers Arti et Amicitiae. Van 1880 tot 1898 was hij directeur van het Utrechtse Museum Kunstliefde, een particulier kunstmuseum gevestigd aan de Oudegracht 35. De collectie van het museum is overgegaan op het Centraal Museum. 

## Werken

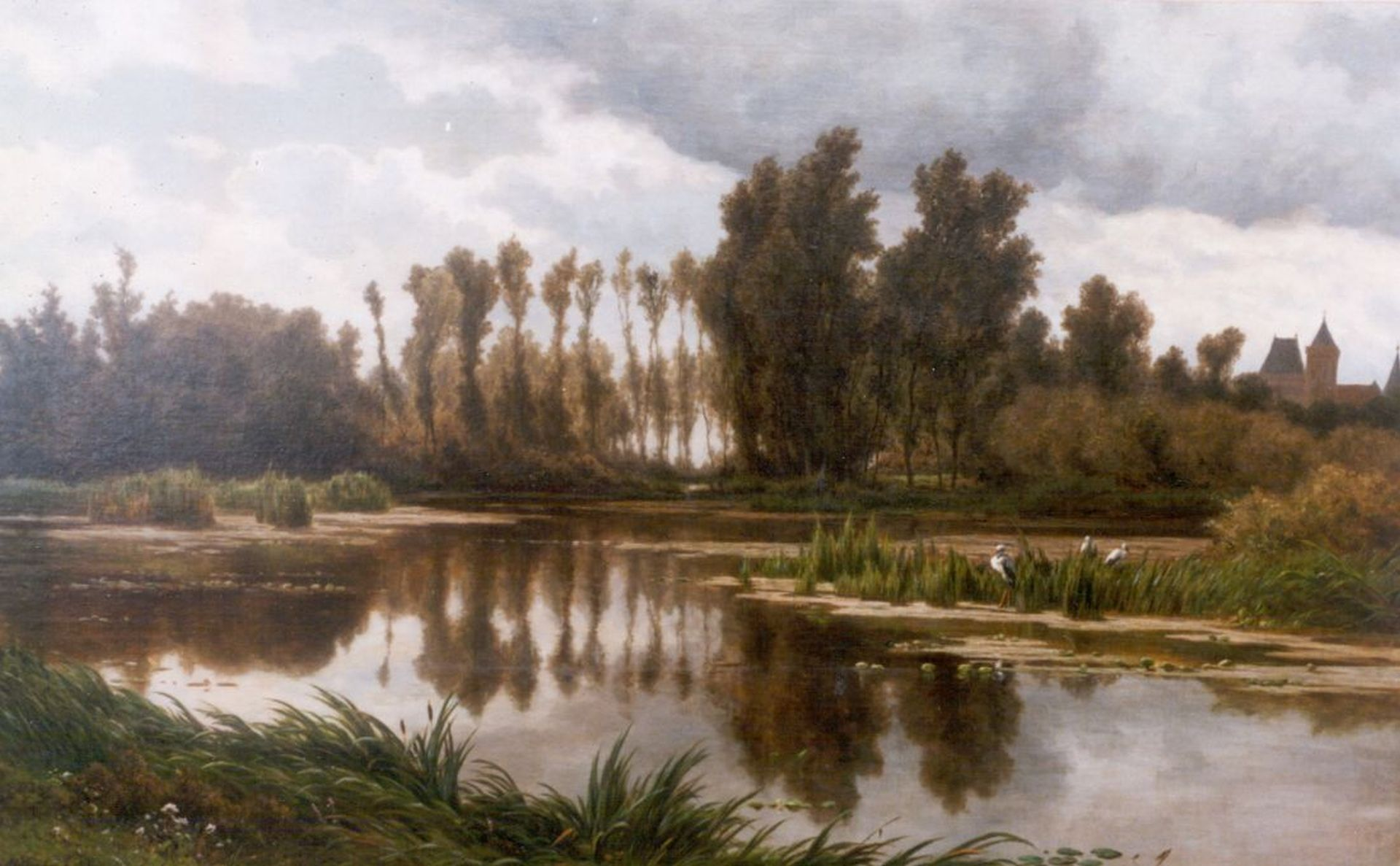
Kasteel
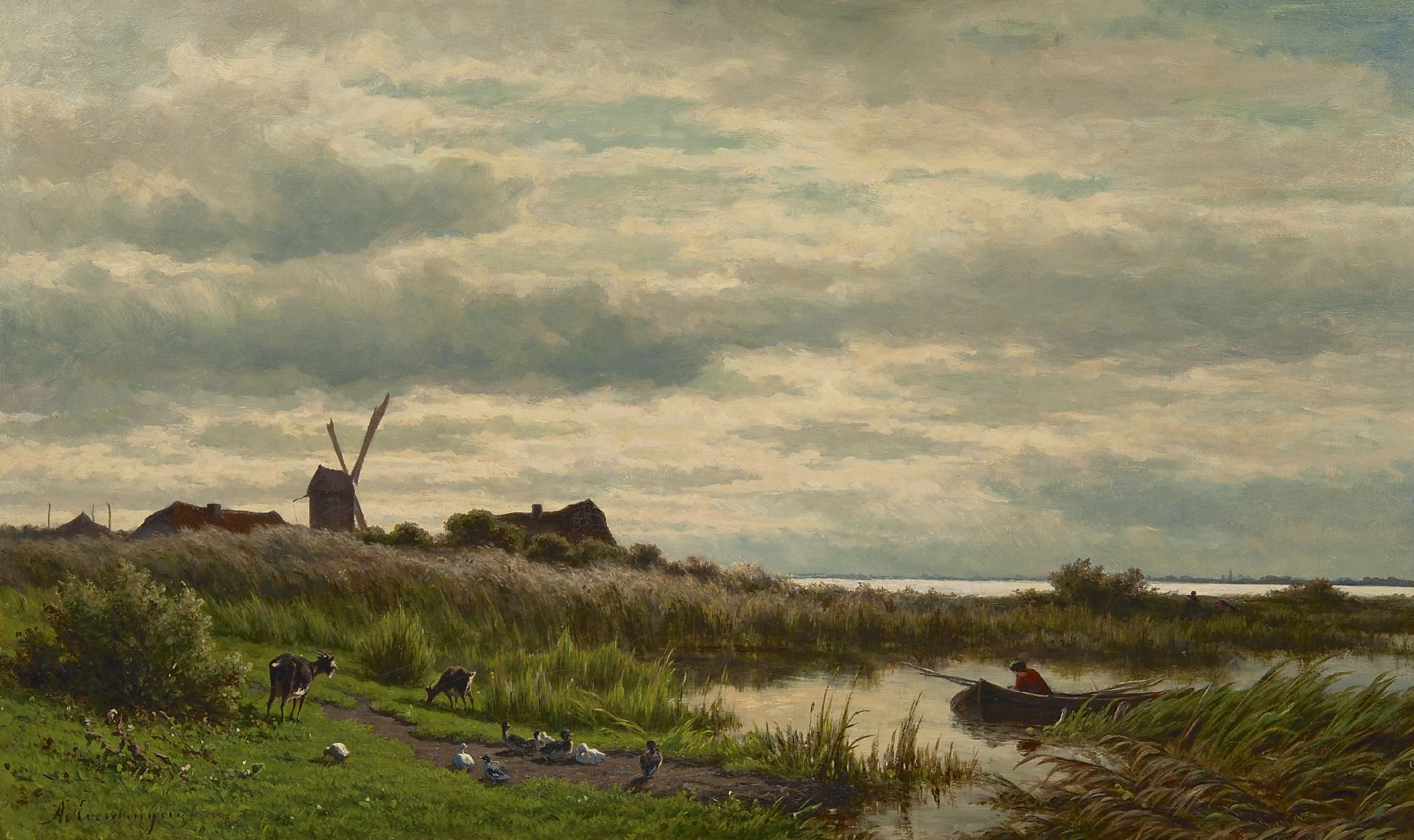
Hollands plaslandschap met visser
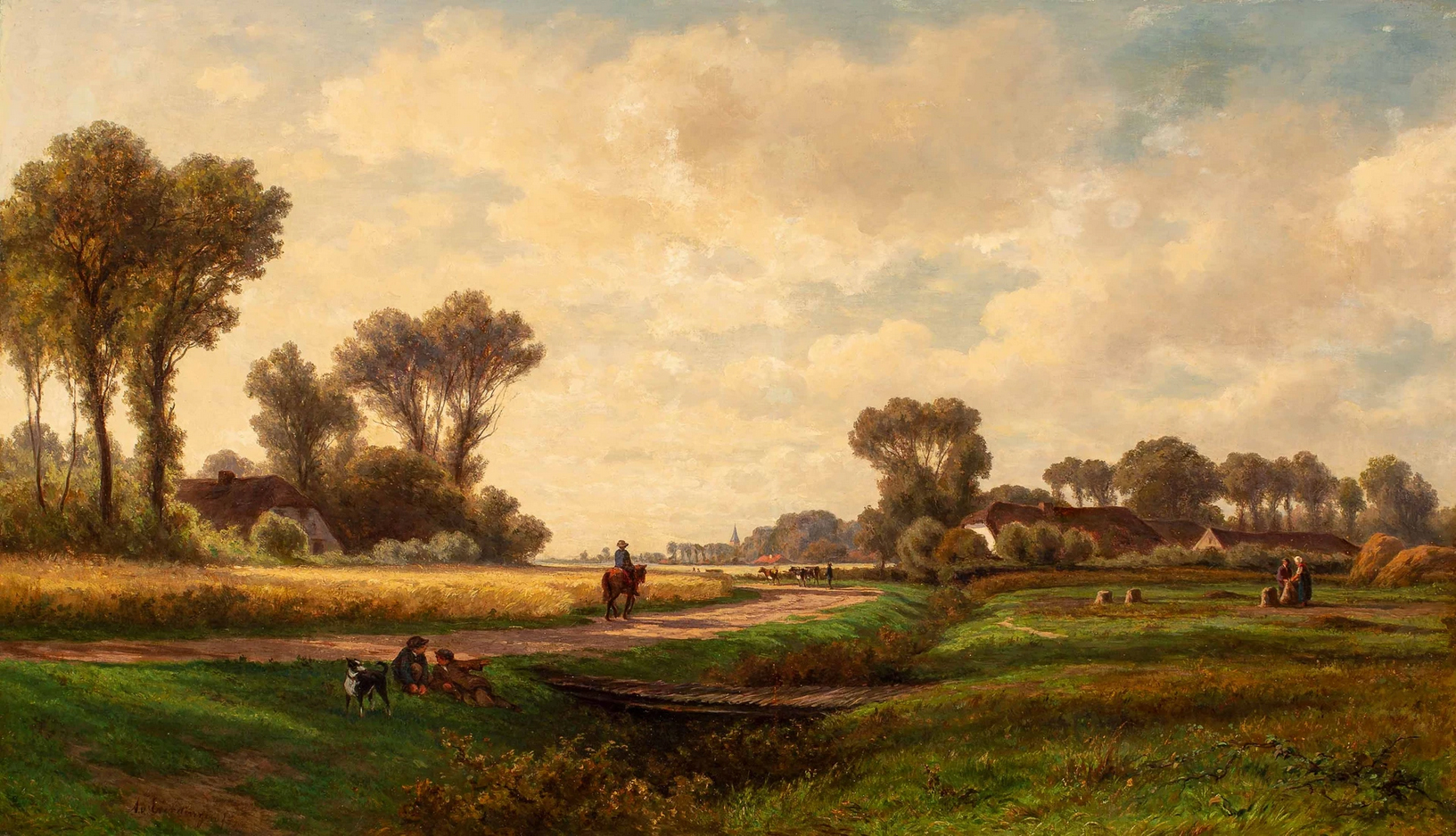
Hollandsch landschap met graanveld
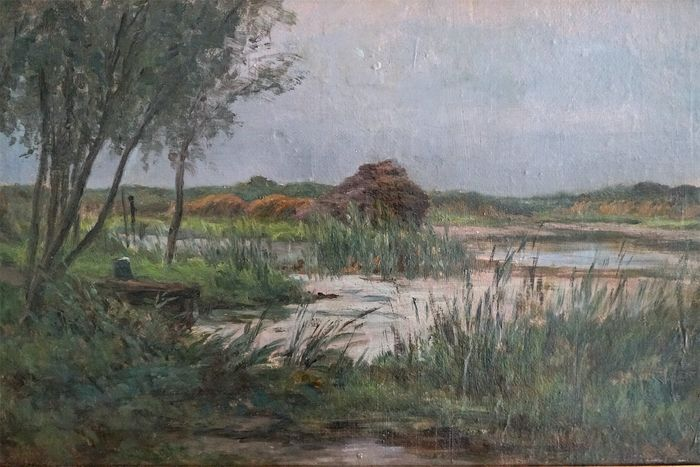
Landschap met rietstapels en steiger